# مجلة كريل
مجلة كريل ، أو كريل فقط هو الاسم الشائع لمجلةالرياضيات البحتة والتطبيقية.

## تاريخ
أسس المجلة <b>أغسطس ليوبولد كريل</b> في (برلين) عام 1826 وقام بتحريرها حتى وفاته عام 1855. كانت واحدة من أولى المجلات المختصة بالرياضيات.  وقد نشرت العديد من الأوراق البحثية البارزة بما في ذلك أعمال نيلس هنريك أبيل وغيور كانتور وغوثهولد آيزنشتاين وكارل فريدريش غاوس  وأوتو هيسه. تم تحرير المجلة من قبل كارل فيلهلم بورشاردت من 1856 إلى 1880 ، وخلال ذلك الوقت كان يعرف باسم مجلة بورشاردت . رئيس التحرير الحالي دانيال هيبرشتس من جامعة بون. 

## المحررين السابقين
- 1826-1856 أغسطس ليوبولد كريل
- 1856-1880 كارل فيلهلم بورشاردت
- 1881-1888 ليوبولد كرونيكر ، كارل ويرستراس
- 1889–1892 ليوبولد كرونيكر
- 1892–1902 لعازر فوكس
- 1903-1928 كيرت هنسل
- 1929-1933 كورت هينسل ، هيلموت هاس ، لودفيج شليزنجر
- 1934-1936 كيرت هينسل ، هيلموت هاس
- 1937-1952 هيلموت هاس
- 1952-1977 هيلموت هاس ، هانز رورباخ
- 1977-1980 هيلموت هاس